# العلاقات الساموية الكمبودية
العلاقات الساموية الكمبودية هي العلاقات الثنائية التي تجمع بين ساموا وكمبوديا.

## مقارنة بين البلدين
هذه مقارنة عامة ومرجعية للدولتين:
| وجه المقارنة                                              | ساموا                        | كمبوديا                   |
| --------------------------------------------------------- | ---------------------------- | ------------------------- |
| المساحة (كم2)                                             | 2.84 ألف                     | 181.03 ألف                |
| عدد السكان (نسمة)                                         | 196.44 ألف                   | 16.01 مليون               |
| الكثافة السكانية (ن./كم²)                                 | 69.17                        | 88.44                     |
| العاصمة                                                   | أبيا                         | بنوم بنه                  |
| اللغة الرسمية                                             | لغة إنجليزية، اللغة الساموية | اللغة الخميرية            |
| العملة                                                    | تالا ساموي                   | ريال كمبودي، دولار أمريكي |
| الناتج المحلي الإجمالي (بليون دولار)                      | 856.63 مليون                 | 22.16 مليار               |
| الناتج المحلي الإجمالي (تعادل القوة الشرائية) بليون دولار | 1.15 مليار                   | 54.37 مليار               |
| الناتج المحلي الإجمالي الاسمي للفرد دولار أمريكي          | 3.94 ألف                     | 1.16 ألف                  |
| الناتج المحلي الإجمالي للفرد دولار أمريكي                 | 5.79 ألف                     | 3.26 ألف                  |
| مؤشر التنمية البشرية                                      | 0.702                        | 0.555                     |
| رمز المكالمات الدولي                                      | +685                         | +855                      |
| رمز الإنترنت                                              | .ws                          | .kh                       |
| المنطقة الزمنية                                           | ت ع م+13:00                  | ت ع م+07:00               |

## منظمات دولية مشتركة
يشترك البلدان في عضوية مجموعة من المنظمات الدولية، منها:
| علم المنظمة | اسم المنظمة                                                | تاريخ انضمام ساموا | تاريخ انضمام كمبوديا |
| ----------- | ---------------------------------------------------------- | ------------------ | -------------------- |
|             | وكالة ضمان الاستثمار متعدد الأطراف                         | 27 سبتمبر 2002     | 1 ديسمبر 1999        |
|             | منظمة الشرطة الجنائية الدولية                              | ?                  | ?                    |
|             | منظمة حظر الأسلحة الكيميائية                               | ?                  | ?                    |
|             | منظمة التجارة العالمية                                     | ?                  | ?                    |
|             | الأمم المتحدة                                              | 15 ديسمبر 1976     | 14 ديسمبر 1955       |
|             | العملية المشتركة للاتحاد الأفريقي والأمم المتحدة في دارفور | ?                  | ?                    |
|             | مؤسسة التمويل الدولية                                      | 28 يونيو 1974      | 26 مارس 1997         |
|             | يونسكو                                                     | 3 أبريل 1981       | 3 يوليو 1951         |
|             | مؤسسة التنمية الدولية                                      | 28 يونيو 1974      | 22 يوليو 1970        |
|             | بنك التنمية الآسيوي                                        | 1966               | 1966                 |
|             | البنك الدولي للإنشاء والتعمير                              | 28 يونيو 1974      | 22 يوليو 1970        |
|             | المركز الدولي لتسوية المنازعات الاستشارية                  | 25 مايو 1978       | 19 يناير 2005        |
|             | الاتحاد البريدي العالمي                                    | ?                  | ?                    |
|             | الاتحاد الدولي للاتصالات                                   | 7 أكتوبر 1988      | 10 أبريل 1952        |

## وصلات خارجية
- موقع وزارة الخارجية الكمبودية